# Stade Louis Dugauguez
Stade Louis Dugauguez is een voetbalstadion in Sedan, Frankrijk, dat plaats biedt aan 23.189 toeschouwers. De bespeler van het stadion is CS Sedan, dat speelt in het Championnat National.
Het recordaantal toeschouwers werd behaald op 12 mei 2006, toen met 2–0 werd gewonnen van EA Guingamp. Tijdens dit duel was iedere stoel in het stadion bezet met 23.189 toeschouwers. In 2009 werd een oefeninterland tussen Qatar en België afgewerkt in het stadion. Axel Witsel en Wesley Sonck zorgden voor de doelpunten in het duel. België won met 0–2.

## Interlands
| № | Datum            | Wedstrijd      | Uitslag | Competitie        | Toeschouwers |
| - | ---------------- | -------------- | ------- | ----------------- | ------------ |
| 1 | 17 november 2009 | Qatar – België | 0 – 2   | Vriendschappelijk | 1.100        |